# Драган Джоканович
Драган Джоканович, (серб. Драган Ђокановић, Dragan Đokanović; нар. 20 квітня 1958, Сараєво) — сербський політик, президент демократичної партії: (серб. Демократска странка федералиста). Був на посаді міністра Республіки Сербської в Боснії та Герцоговини (1992.-1993.).
Закінчив медицинкий факультет в Сараєвському університеті, де він вивчав педіатрію.
Демократи в своїй політиці орієнтуються на подальшу інтеграцію Боснії та Герцоговини в європейське співтовариство.
Одружений, має двох дітей.